# Sankt Nikolaus fästning

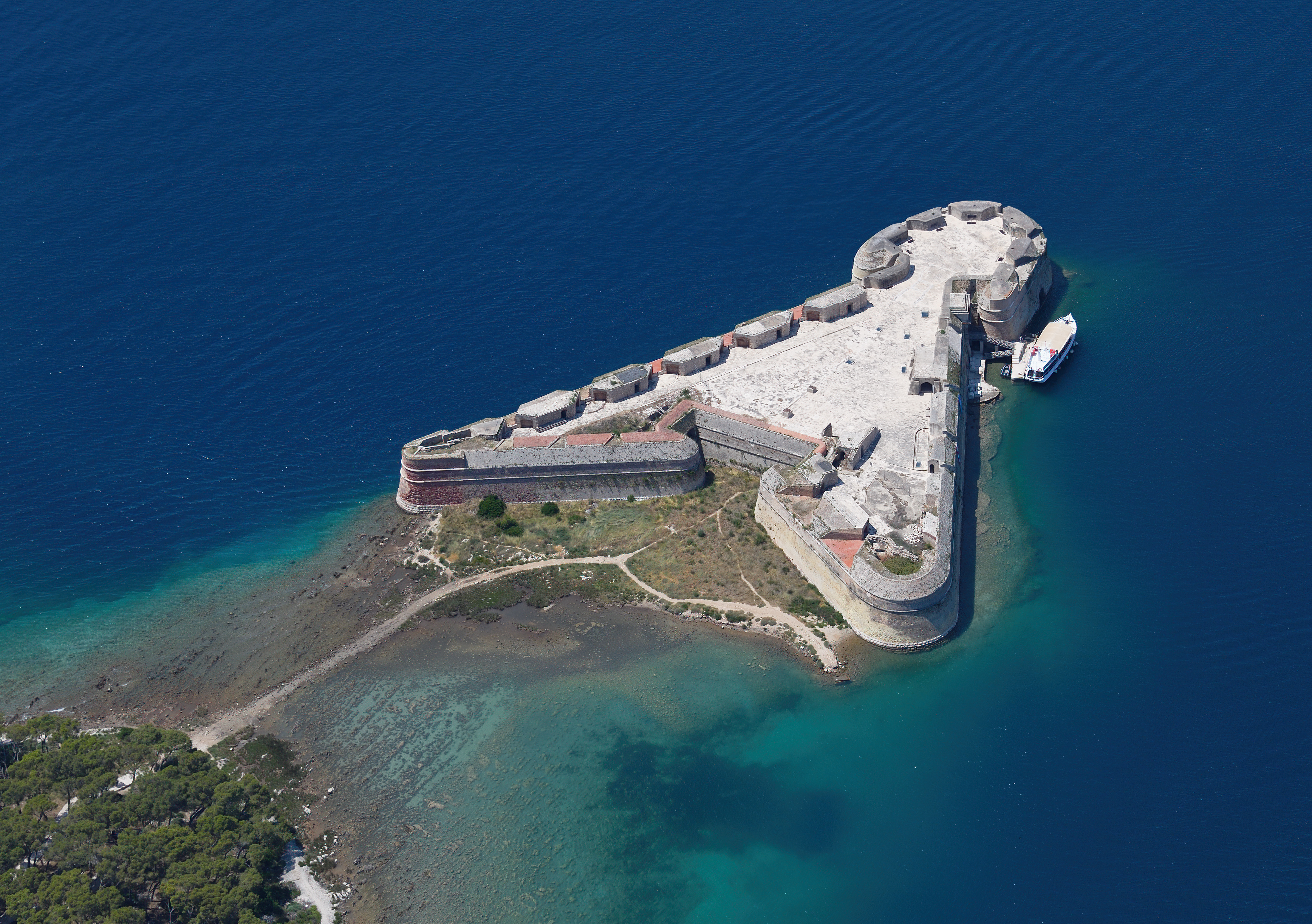
Sankt Nikolaus fästning.

Sankt Nikolaus fästning (kroatiska: Tvrđava Sv. Nikole) är en fästning som ligger i staden Šibenik, som är en av de äldsta inhemska kroatiska städerna på de östra kusterna av Adriatiska havet, i centrala Dalmatien, Kroatien. Fästningen blev ett av UNESCOS världsarv som en del av Venetianskt försvarsverk mellan 1400- och 1600-talen: Stato da Terra – västra Stato da mar år 2017.